# Brian Vernel
Brian Vernel, né le 29 décembre 1990 à Glasgow, au Royaume-Uni, est un acteur écossais.

## Carrière
Brian Vernel est sorti en 2014 du prestigieux Royal Scottish Academy of Music and Drama de Glasgow.
Il s'illustre d'abord au théâtre puis à la télévision, dans plusieurs séries britanniques, parmi lesquelles Grantchester, Une place à prendre (adaptée de J. K. Rowling), The Last Kingdom et The Missing.
Au cinéma, Brian Vernel est surtout connu à ce jour pour le rôle de Bala-Tik dans Star Wars, épisode VII : Le Réveil de la Force, où il donne la réplique à Han Solo (Harrisson Ford). 
En 2015, il fait partie de la sélection Stars of Tomorrow établie chaque année par le magazine Screen International, en lien avec des professionnels du cinéma britannique.
En 2016, il tourne sous la direction de Christopher Nolan (Dunkerque) puis de Michael Noer pour un remake de Papillon.

## Filmographie

### Cinéma
| Année | Titre                                          | Réalisateur       | Rôle            | Notes         |
| ----- | ---------------------------------------------- | ----------------- | --------------- | ------------- |
| 2012  | Offender                                       | Ron Scalpello     | Genghis         | Long-métrage  |
| 2014  | Let Us Prey                                    | Brian O'Malley    | Caesar Sargison | Long-métrage  |
| 2015  | Turn of the Screw                              | Chris Bogle       | Dave            | Court-métrage |
| 2015  | Star Wars, épisode VII : Le Réveil de la Force | J.J. Abrams       | Bala-Tik        | Long-métrage  |
| 2017  | Dunkerque                                      | Christopher Nolan | Highlander 1    | Long-métrage  |
| 2017  | Papillon                                       | Michael Noer      | Guittou         | Long-métrage  |

### Télévision
| Année   | Titre               | Rôle                               | Notes                        |
| ------- | ------------------- | ---------------------------------- | ---------------------------- |
| 2011-13 | The Field of Blood  | Darren Naismith / Kevin McCorkhill | Série (2 épisodes)           |
| 2014    | Prey                | Dale Lomax                         | Série (saison 1, 3 épisodes) |
| 2014    | Grantchester        | Tam                                | Série (saison 1, 3 épisodes) |
| 2015    | Une place à prendre | Stuart "Fats" Wall                 | Mini-série (3 épisodes)      |
| 2016    | The Last Kingdom    | Odda le Jeune                      | Série (saison 1)             |
| 2016    | The Missing         | Le jeune Adam                      | Série (saison 2)             |
| 2017    | Doctor Who          | Lucius                             | Série (saison 10, 1 épisode) |
| 2020    | Gang of london      | Billy Wallace                      | Série (saison 1)             |

## Théâtre[4]
| Année | Titre                  | Auteur             | Metteur en scène | Rôle          | Lieu                           |
| ----- | ---------------------- | ------------------ | ---------------- | ------------- | ------------------------------ |
| 2010  | Blackout               | Davey Anderson     | Neil Bettles     | James         | ThickSkin                      |
| 2012  | The Static             | Davey Anderson     | Neil Bettles     | Sparky        | ThickSkin                      |
| 2013  | Takin' Over The Asylum | Donna Franceschild | Mark Thomson     | Campbell Bain | Royal Lyceum / Citizen Theatre |
| 2015  | Future Conditional     | Tamsin Oglesby     | Matthew Warchus  | Bill          | Old Vic                        |
| 2015  | Barbarians             | Barrie Keeffe      | Liz Stevenson    | Paul          | Old Vic                        |

## Distinctions

### Récompenses
| Année | Récompense                            | Catégorie |
| ----- | ------------------------------------- | --------- |
| 2015  | Screen International Star of Tomorrow |           |

### Nominations
| Année | Nomination                                                          | Catégorie                       |
| ----- | ------------------------------------------------------------------- | ------------------------------- |
| 2012  | The Stage Awards for Acting Excellence du Edinburgh Festival Fringe | Meilleur acteur pour The Static |